# 岡部俊哉
岡部俊哉（日语：／ Okabe Toshiya、1959年2月—），日本陸上自衛隊退役將領、前陸上幕僚長（陸軍參謀長）。

## 概述
岡部誕生於1959年2月、福岡縣出身。晉升將官前的職種是普通科（步兵），曾參與空降及突擊幹部訓練，擔任空降團二等陆尉期間，因於日本航空123號班機空難的災害派遣活動中從事指揮勤務而著稱。此後他歷任空降團長、師團長、方面隊總監等要職，並在2016年7月1日就任陸上幕僚長。

## 略歷
- 1981年3月：防衛大學校第25期畢業、隸屬空降普通科群（日语：空挺普通科群）
- 2000年1月：晉升1等陸佐（上校）
- 2003年8月：第28普通科連隊長（日语：第28普通科連隊）（步兵團長）兼函館駐屯地（日语：函館駐屯地）司令
- 2005年3月：陸上幕僚監部（陸軍參謀部）防衛部，運用課長
- 2006年

3月：陸上幕僚監部運用支援暨情報部，運用支援課長
8月：晉升陸將補（少將）、任第1空降團長兼習志野駐屯地司令
- 2008年8月1日：西部方面隊總監部幕僚副長
- 2010年7月26日：陸上幕僚監部教育訓練部長
- 2012年7月26日：昇任陸將（中將）、任第6師團長
- 2013年8月27日：防衛大學校幹事
- 2014年8月5日：統合幕僚副長
- 2015年3月30日：第35任北部方面隊總監
- 2016年7月1日：晉升陸上幕僚長（上將）